# 4458 Оідзумі
4458 Оідзумі (4458 Oizumi) — астероїд головного поясу, відкритий 21 січня 1990 року.
Тіссеранів параметр щодо Юпітера — 3,482.
Названо на честь Оідзумі (яп. おおいずみ(大泉) о:ідзумі)